# Breutelia borbonica
Breutelia borbonica là một loài rêu trong họ Bartramiaceae. Loài này được De Sloover mô tả khoa học đầu tiên năm 1975.